# Thomas Hood

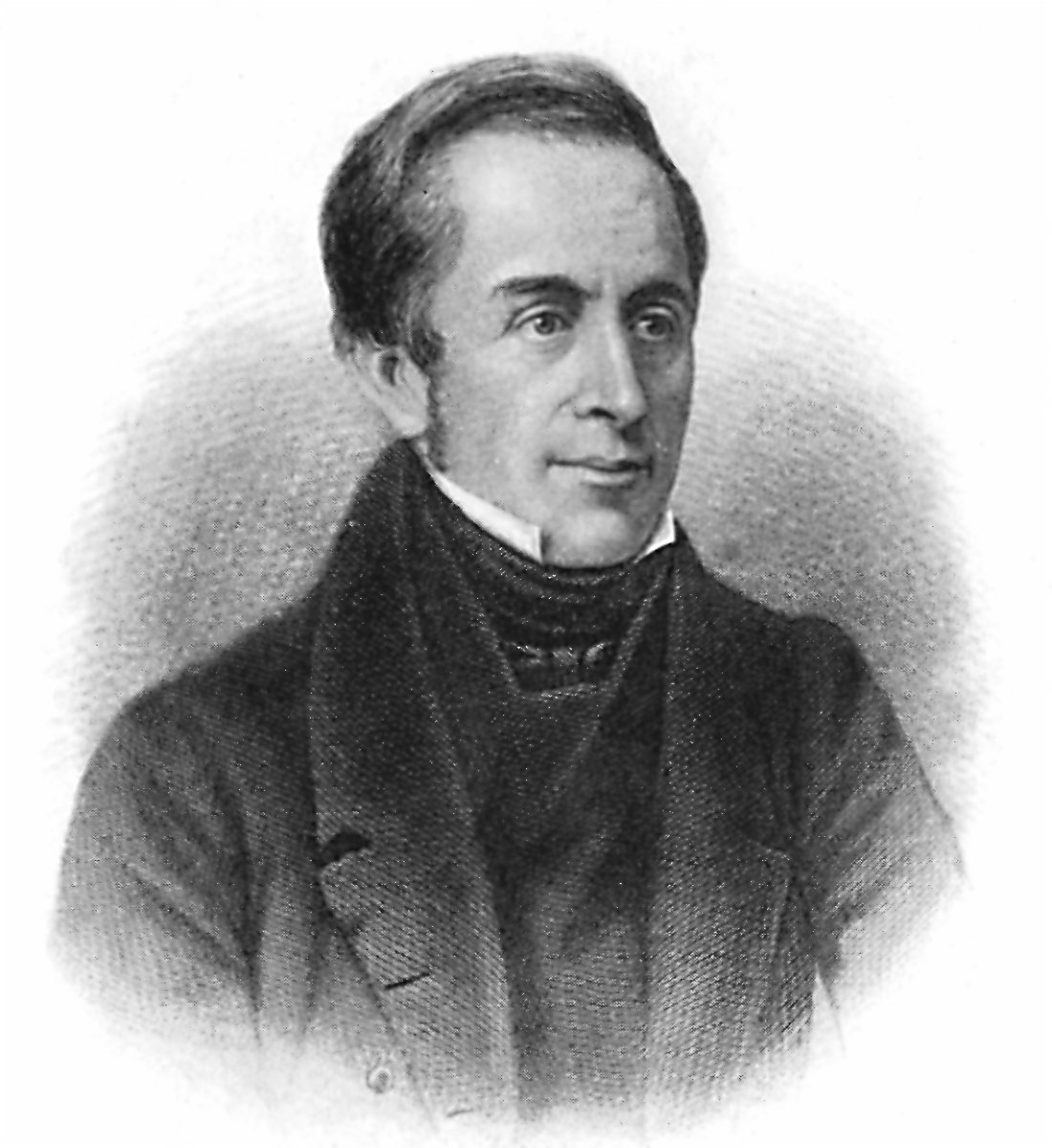
Thomas Hood.

Thomas Hood, född den 23 maj 1799 i London, död den 3 maj 1845, var en engelsk författare, far till Tom Hood.
Hood sattes till en början i handel, var sedan en tid kopparstickare, ägnade sig från 1821 uteslutande åt skriftställeri och övertog redaktionen av "London magazine" samt utgav också en egen tidskrift: "Hood’s magazine". Hood och hans svåger Reynolds publicerade 1825 en samling Odes and addresses to great people, som vann allmänt bifall. 
Hans första diktsamlingar, Whims and oddities (1826-27), karakteriseras av en äkta humoristisk användning av ordleken och blev mycket populära. Sitt rykte som humorist befäste han i synnerhet genom "Comic annual", ett slags årsbok, som han nästan utan biträde utgav under en följd av år, samt Up the Rhine (1839), en satir över engelska turister. 
Hans rykte har likväl i främsta rummet burits av två allvarliga dikter, The song of the shirt (i "Punch", 1843), som gripande skildrade de fattiga Londonsömmerskornas elände och därigenom framkallade filantropiska bemödanden till dess avhjälpande, samt The bridge of sighs (1844), en lika stark skildring av en ogift mors självmord (båda översatta till svenska av Edvard Fredin i "Skilda stämmor").
Dessa, liksom The dream of Eugene Aram (1829), Ode to melancholy med flera bär vittne om lyrisk originalitet. Hoods verk utkom samlade i 10 band 1869-73 (ny upplaga i 11 band 1882-84).
- Wikiquote har citat av eller om Thomas Hood.